# Дещо задарма (фільм)
«Дещо задарма» — російський короткометражний художній фільм 2019 року за мотивами однойменного оповідання Роберта Шеклі.

## Сюжет
У Лос-Анджелесі детектив поліції Макс Фламберк займається розшуком зниклих людей. У ході розслідування він опитує свідків і встановлює, що всі зниклі тримали дивний сферичний об'єкт. Але самого Макса підозрюють у вбивстві одного зі свідків. Керівництво поліцейського управління усуває детектива від роботи. Він попри те продовжує розслідування, сподіваючись розкрити таємницю та домогтися справедливості.
Коли Макс торкається до трупа людини, що контактувала з об'єктом, до нього переходить його дивовижна здатність виконувати бажання. Загадкові агенти намагаються вбити Макса, та він виживає, забажавши пістолети.

## У ролях
- Ігор Ботвін
- Валерій Кухарешин
- Ігор Ліфанов[1]
- Ігор Григор'єв
- Максим Пономарьов
- Олександр Удалов

## Цікаві факти
- Фільм підтримали багато діячів мистецтва, кіно, зірки рунету: Блогери  Дмитро Гоблін Пучков, Оптіммістер, Коммандер, також фестиваль фантастики Старкон, UCON, Comic Con Saint Petersburg. Студії Tornhem, Little3DMe.
- Перша робота режисера Олексія Тализіна[2]
- Одну з головних ролей у фільмі виконує народний артист Росії Валерій Олександрович Кухарешин.